# جائزة برونو كرايسكي لحقوق الإنسان

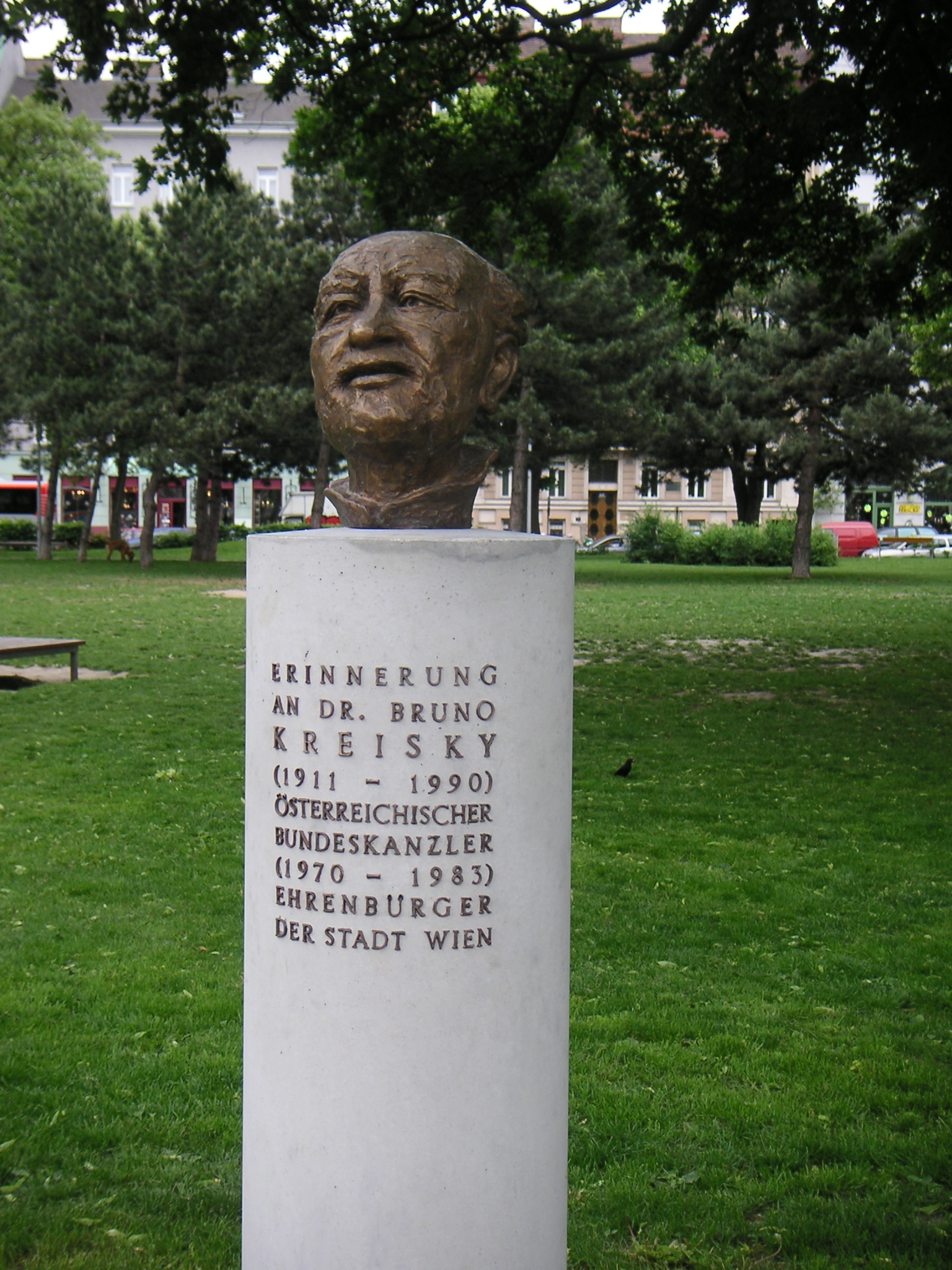

جائزة برونو كرايسكي لحقوق الإنسان (بالألمانية: Bruno-Kreisky-Preis für Verdienste um die Menschenrechte)‏ هي جائزة دولية تمنحها كل عامين مؤسسة برونو كرايسكي لحقوق الإنسان. أُسست في أكتوبر 1976، في مناسبة بلوغ المستشار النمساوي برونو كرايسكي سن الخامسة والستين، بهدف تكريم ذوي الإنجازات البارزة في مجال حقوق الإنسان. قُسمت الجائزة سنة 1993 إلى قسمين: أحدهما لحقوق الإنسان (من سبعة آلاف إلى 30 ألف يورو) والأخرى تقديرًا للجدارة. مُنحت الجائزة في 14 دورة لها لأكثر من 130 شخصًا ومؤسسة ومشروع حقوقي، ويتولى اختيار الفائزين بالجائزة كيانان، هما مجلس أمناء مؤسسة برونو كرايسكي وهيئة محلفين دولية.

## من أبرز الفائزين بها

### أشخاص
- (1979): عصام السرطاوي (فلسطين)
- (1981): نلسون مانديلا (جنوب أفريقيا)
- (1981): كم داي جنغ (كوريا الجنوبية)
- (1981): ريموندا الطويل[2]
- (1984): لولا دا سيلفا (البرازيل)
- (1988): بينظير بوتو (باكستان)
- (1991): فيصل الحسيني (فلسطين)
- (1995): ليلى زانا (تركيا)
- (1997): أوري أفنيري (إسرائيل)
- (2007): كوفي أنان (الأمم المتحدة)
- (2013): مازن درويش( سوريا )

### منظمات
- (1979): منظمة العفو الدولية، القسم النمساوي
- (1981): الهستدروت (إسرائيل)
- (1988): منظمة السلام الأخضر، النمسا
- (1991): الصليب الأحمر النمساوي
- (2002): المركز الفلسطيني لحقوق الإنسان (فلسطين)